# Junonia schmidti
Junonia schmidti är en fjärilsart som beskrevs av August Wilhelm Knoch 1927. Junonia schmidti ingår i släktet Junonia och familjen praktfjärilar. Inga underarter finns listade i Catalogue of Life.